# Paul Pedersen (Komponist)
Paul Richard Pedersen (* 28. August 1935 in Camrose/Alberta) ist ein kanadischer Komponist und Musikpädagoge.

## Leben
Pedersen studierte Komposition bei Murray Adaskin an der University of Saskatchewan (Bachelor 1957) und bei John Weinzweig an der Universität Toronto (Master 1961). Den Grad Doctor of Philosophy erlangte er 1970 mit der Arbeit The perception of musical pitch structure. Er unterrichtete 1961–62 am Parkdale Collegiate in Toronto und war darauf bis 1964 Musikdirektor des Camrose Lutheran University College. Ab 1966 unterrichtete er an der McGill University. Von 1970 bis 1974 leitete er das Department Musiktheorie, von 1971 bis 1974 das Studio für elektronische Musik. Ab 1974 war er stellvertretender Dekan, von 1976 bis 1986 Dekan der Universität. Außerdem fungierte er von 1976 bis 1990 als Direktor und Produzent von McGill University Records. 1990 wurde er Dekan der Musikfakultät der Universität Toronto.
Während er in seiner frühen Zeit atonale Musik komponierte, wandte sich Pedersen später verstärkt der elektronischen und Computermusik zu und schuf auch multimediale Werke.

## Werke
- Woodwind Trio No. 1 für Flöte, Klarinette und Fagott 1956
- Woodwind Trio No. 2 für Flöte, Klarinette und Fagott 1957
- Chorale Prelude No. 2 für Flöte (oder Oboe oder Klarinette) und Streichquartett, 1958
- Lament für Klavier, 1958
- Ecclesiastes XII für vierstimmigen gemischten Chor, 1958
- Fugue, 1959
- Sonata for Violin and Piano, 1960
- Concerto for Orchestra, 1961
- Lament für Orchester, 1962
- The Lone Tree für Tonband, 1964
- Serial Compositions für Violine, Horn, Fagott und Harfe, 1965
- Themes from the Old Testament für Tonband und Diaprojektor, 1966
- Fantasie für Tonband und drei Diaprojektoren, 1967
- Origins, 16-mm-Film, 1967
- For Margaret, Motherhood and Mendelssohn für Tonband, 1971
- Cantata and Narrative for Good Friday für vierstimmigen gemischten Chor, Orgel, Erzähler und Soli 1972 (überarbeitet als Passion Oratorio, 1990)
- An Old Song of the Sun and Moon and the Fear of Loneliness für verstärkten Sopran, elektrische Flöte und verstärktes Klavier, 1973
- Wind Quintet No. 2 für Altflöte, Englischhorn, Bassklarinette und Horn, 1975
- Chorale Mass für dreistimmigen Chor, 1983
- De Profundis für vierstimmigen gemischten Chor und Orchester, 1988